# Classe Alsedo
La classe Alsedo fu una classe di cacciatorpediniere della marina militare spagnola, composta da tre unità entrate in servizio tra il 1924 ed il 1925. Benché obsoleti parteciparono alla guerra civile spagnola, militando sia nel campo repubblicano (la capoclasse Alsedo ed il gemello Lazaga) che in quello nazionalista (il Velasco); tutte sopravvissero alla guerra, e l'ultima fu radiata dal servizio attivo nel 1961.

## Il progetto
La realizzazione della classe venne decisa il 15 febbraio 1915, nell'ambito di un massiccio piano di costruzioni navali per rimpiazzare le gravi perdite patite dalla marina spagnola nel corso della precedente guerra ispano-americana, anche se bisognò attendere dieci anni prima di poter mettere in cantiere le prime unità della serie a causa dei ritardi generati dalla prima guerra mondiale. Il loro progetto riprendeva in piccolo le forme di una unità britannica loro contemporanea, il cacciatorpediniere HMS Nimrod della classe Marksman: per gli standard della loro epoca erano unità veloci e bene armate (tre cannoni da 102 mm e due impianti doppi di tubi lanciasiluri da 450 mm), ma erano dotate di scarse difese antiaeree (due cannoni da 47 mm e quattro mitragliatrici) e soprattutto non disponevano di armamenti per la lotta antisommergibile, fatti che le condannarono ad una rapida obsolescenza; le ridotte dimensioni dello scafo poi provocavano problemi di stabilità ad alte velocità, e la scarsa autonomia comprometteva il loro ruolo come navi scorta.
I difetti riscontrati comportarono ben presto la sospensione della realizzazione di ulteriori unità, in favore dei più moderni battelli della successiva classe Churruca. Dopo il conflitto civile si tentò tuttavia di ammodernare le Alsedo sotto il profilo dell'armamento: uno dei pezzi da 102 mm fu eliminato e rimpiazzato con un cannone antiaereo 8,8 cm FlaK, mentre 4 mitragliere da 20 mm sostituirono i due pezzi da 47 mm e le mitragliatrici; fu poi aggiunto un impianto per il lancio di bombe di profondità.

## Unità
Tutte le unità furono costruite nei cantieri della Sociedad Española de Construcción Naval, una sussidiaria della Vickers-Armstrongs britannica, di Ferrol.
| Nome    | Impostazione | Varo | Entrata in servizio | Destino finale                    |
| ------- | ------------ | ---- | ------------------- | --------------------------------- |
| Alsedo  | 1920         | 1922 | settembre 1924      | radiato per obsolescenza nel 1957 |
| Velasco | 1920         | 1923 | 1925                | radiato per obsolescenza nel 1957 |
| Lazaga  | 1921         | 1924 | 1925                | radiato per obsolescenza nel 1961 |